# Terra nostra
Terra nostra ist der Titel eines 1975 publizierten und mit internationalen Preisen ausgezeichneten Romans des mexikanischen Schriftstellers Carlos Fuentes. Erzählt wird die Geschichte des fiktiven Königs Felipe auf der Grundlage der spanischen und lateinamerikanischen Geschichte des 16. Jhs. mit surrealistisch von der Antike bis ins Jahr 1999 zeit- und raumübergreifenden Handlungen. Die deutschsprachige Übersetzung von Maria Bamberg erschien 1979 in der Deutschen Verlags-Anstalt.

## Überblick
Die Handlungen spielen in verschiedenen Zeiten von der Antike bis zum Jahr 2000, v. a. in Spanien und Mexiko in der Mitte des 16. Jhs. Zentrale Figur ist Felipe als ambivalenter religiöser und autokratischer Repräsentant des spanischen Herrschaftssystems zur Zeit Philipps II. (Teil I „Die alte Welt“), das durch die Inquisition und Conquista die Kultur des alten Mexiko (Teil II „Die neue Welt“) zerstört. Die Figur des „El Señor“ verkörpert den Stillstand und die Erstarrung des alten Systems. Seiner Isolation im Schloss-Mausoleum unter der Erde und dem morbiden Totenkult und der Nekrophilie seiner Mutter gegenüber steht das Prinzip der Weltoffenheit und Bewegung des Studenten Ludovico. Er reist mit seinen Adoptivsöhnen, den drei Jünglingen, durch die Geschichte der Mittelmeerländer mit ihren Mythologien und Philosophien und hofft, dass auf seinen epochenübergreifenden und sich durch Wiedergeburten erneuernden und ergänzenden Erfahrungen ein neues Zeitalter aufgebaut werden kann (Teil III „Die andere Welt“).

## Handlung

### Erster Teil der Rahmenhandlung
Der erste und letzte Teil spielen 1999 in Paris. Die endzeitliche Welt ist aus den Fugen: das Wasser der Seine siedet, der Louvre wird zum durchsichtigen Kristallblock und der Arc de Triomphe zerfällt zu Sand. Massensterben und Massengebären überlagern sich.
Am 14. Juli erhält der invalide Sandwichmann Pollo Phoibee einen von Ludovici und Celestina unterschriebenen Brief mit der Warnung des Mönchs Caesarius von Heisterbach, der listenreiche Teufel habe einige Weise mit „widernatürlicher Klugheit begabt“, und der Aufforderung, er solle das neugeborene Kind der alten Concierge Zaharia, das ein blutrotes Kreuzmal auf dem Rücken trägt und Füße mit sechs Zehen hat, auf den Namen „Johannes Agrippa“ taufen und als seinen Sohn aufziehen. Ohne die Zusammenhänge zu verstehen, erfüllt er das Taufritual im Bewusstsein einer Pflichterfüllung. Auf seinem Weg durch die verqualmten Straßen der Stadt begegnet Pollo einem aus Spanien kommenden Büßerzug und drei Figuren, die in der Romanhandlung eine Rolle spielen: Der sich geißelnde Ludovico und ein Mönch mit Namen Simón prophezeien ein neues Reich mit vollkommener Glückseligkeit. Arbeit, Opfer und Besitz sollen durch die Lust abgelöst werden. Simon ruft auf zur Buße, zu einer neuen Zeit der Armut, der Veränderung der Machtstrukturen und der Gleichheit aller Menschen. Eine Straßenmalerin, Celestina, spricht Pollo als alten Bekannten an, mit dem sie ein Treffen verabredet habe. Bei dem vergeblichen Versuch, sich zu erinnern, stürzt er in die kochende Seine. Die Malerin wirft ihm eine versiegelte grüne Flasche mit einer Botschaft nach. Pollo muss seine vergessene Geschichte bis Ende des Jahres noch einmal erleben, um sich der Zusammenhänge bewusst zu werden.

### Teil I „Die alte Welt“

#### Escorial
Der zentrale Handlungsort ist das sich im Bau befindliche Schloss Escorial, in das sich der 37-jährige König Felipe (Kap. „El Señor“) nach seinen zwanzigjährigen Kriegen und Verfolgungen der Häretiker zurückgezogen hat. In seinem Kloster-Mausoleum büßt er durch ein asketisches Leben für seine Sünden, um das ewige Leben zu erringen.
Wendepunkt in Felipes Leben war die letzte Schlacht in Brabant (Kap. „Der Sieg“). Wegen der Gräuelbilder hat er gelobt, keine Kriege mehr zu führen und sich in das Kloster zurückzuziehen. Escorial soll sein Lebenswerk werden, ein Symbol und das Grabmal für seine dreißig Vorfahren. Aus ganz Spanien lässt er sie überführen und in einer großen Aktion im Mausoleum beisetzen. Er will der letzte seiner Herrscherfamilie sein.
Felipe isoliert sich immer mehr von den Geschehnissen im Land und verliert den Überblick über die Amtsgeschäfte. Die Organisation seines Haushalts überlässt er seinem Oberjagdmeister Guzmán (Kap. „El Señor zu Füßen“). Dieser betreibt ein Doppelspiel, indem er einerseits als engster Gefolgsmann die Macht des Königs sichert, andererseits mit seinen Jägern die Lage im Land beobachtet und der Königin, der Engländerin Isabel, ihre geheimen Wünsche nach Liebhabern erfüllt und ihr einen Umsturz vorschlägt.

#### Sozialisation
Felipe hat, wie im Handlungsverlauf zunehmend deutlich wird, eine gebrochene Sozialisation: Seine Mutter Johanna erzieht das Kind zu einem konsequenten asketischen religiösen Leben mit täglichen Beichten, um die Erbsünde zu überwinden und von Gott mit dem Paradies belohnt zu werden (Teil III. Kap. „Corpus“). Seine Zweifel an der Gottvater-Lehre und seine Frage, warum er das Böse zulässt und den Menschen dafür bestraft, versucht Felipe, wie auch seine sexuellen Wünsche, erfolglos zu verdrängen, und dieser Prozess ist eine permanente Quelle seines Schuldgefühls und seiner Bußgebete in der Familiengrabkapelle. Die Hinwendung der Mutter zum Transzendenten kontrastiert mit den weltlichen Forderungen des Vaters, des „Hurenprinzen“ und absolutistischen Herrschers, an seinen Nachfolger. Felipe erhält von seinem Vater wegen Ungehorsams im Alcázar Hausarrest. Der König demonstriert ihm, wie ein zukünftiger Herrscher sein „primae noctis“-Recht nutzt, indem er das 16-jährige Bauernmädchen Celestina, die Braut des Schmiedes Jerónimo, entjungfert. Dem Konflikt mit dem Vater versucht Felipe durch seine Flucht zu entkommen (von Kap. „Ius primae noctis“ bis „Die Mahnrede“).

#### Ausbruchsversuch
Felipe verlässt das Schloss und findet im Wald Unterschlupf bei einer adamitischen Büßergruppe. Dort begegnet er Celestina wieder, die auf ihrer Flucht von betrunkenen Kaufleuten vergewaltigt worden ist, und zieht mit ihr weiter zum Strand Cabo de los Desastres. Hier treffen sie den vom Inquisitor wegen Leugnung der Erbsünde angeklagten Studenten Ludovico und den Mönch Simón. Zusammen mit dem Bauern Pedro bauen sie ein Schiff, um Spanien zu verlassen und die „Sonnenstadt“ zu suchen. Felipe, Ludovico und Celestina beginnen eine Dreierliebesbeziehung. Später erzählt Celestina, dass sie sich so für die Vergewaltigung gerächt hat, indem sie das vom Vater empfangene Gift des Teufels an den Sohn weitergab. Felipe träumt von den Adamiten, die wie vor dem Sündenfall leben wollen, um als reine Seelen in den Himmel zu kommen. Eine Stimme spricht zu ihm: Da es nichts Böseres gebe als die Welt, könne es weder Fegefeuer noch Hölle geben. Die sündige Natur des Menschen müsse auf der Erde gereinigt werden, sie müsse sich im Übermaß der sinnlichen Triebe höllisch erschöpfen. Die Gruppe träumt von einem Leben in einer glücklichen Gemeinschaft und diskutiert über deren Voraussetzungen: Jeder müsste göttlich vollkommen und seine eigene Gnadenquelle sein, über die Kraft des Wissens und der Forschung verfügen (Kap. „Ludovicos Traum“). Es dürfte keine Arme und Reiche, keine Leibeigene und Herrscher geben (Kap. „Pedros Traum“), keine Krankheit und keinen Tod (Kap. „Simons Traum“). Alle müssten ein Sehnen nach Liebe und Leben spüren, nicht nach Hass und Tod, und an magische Kräfte glauben (Kap. „Celestinas Traum“). Nur Felipe äußert keine Wünsche. Er bezweifelt die Realisierung der Harmonie und fürchtet die wechselnden Ausgrenzungen der Gruppenmitglieder. Letztlich würden sie Schlafwandler werden, jeder in seiner Einsamkeit bis zur Auflösung. Nach dieser Uneinigkeit zerstört Ludovico das Schiff: Den gesuchten utopischen Ort gebe es nicht (Kap. „Nowhere“). Sie kehren wieder in die Stadt zurück und geraten in einen Zug fanatischer Wiedertäufer, die das Ende der Welt verkünden. Felipe stellt ihnen eine Falle, lockt sie in das von den Bewohnern verlassene Schloss und lässt sie drei Tage lang ein ausschweifendes Fest feiern und das Schloss ausrauben. Dann werden alle von plötzlich auftauchenden Soldaten El Señors getötet. Felipe erklärt seinem Vater, seine Tat habe seiner Erziehung zur Abhärtung gedient, um sich ihm würdig zu erweisen. Beide versöhnen sich und Felipe wünscht sich die englische Kammerjungfer Isabel als Frau (Kap. „Der Lohn“). Ludovico und Celestina lässt er als Lohn für ihre Freundschaft am Leben, beide fliehen aus dem Schloss.
Die Felipe-Geschichte springt nun um zwanzig Jahre und spielt in Escorial. Was in der Zwischenzeit mit den Wanderern durch die Zeiten und Mythen geschieht, wird im zweiten und dritten Teil des Romans erzählt.

#### Felipes Zweifel
Felipe diktiert Guzmán seine Memoiren (Kap. „Das erste Testament“). Er weiß, dass es viele mögliche Versionen von Lebensläufen gibt, aber wenn jeder seine Lesart aufschreiben würde, wären die Reiche unregierbar. Deshalb soll seine Fassung, um die Einheit der Macht zu demonstrieren, die einzige unveränderliche, heilige Norm sein. Vorher aber spricht er mit Guzmán über seine geheimen Gedanken, seine Zweifel an den christlichen Lehrsätzen, die bis zu ketzerischen Vorstellungen über Marias Schwangerschaft, Jesus menschlichen Vater, die manipulierte Kreuzigung usw. und eine vollkommene Trennung des Schöpfergottes von den Menschen reichen. Er stellt die Frage, ob der Mensch nicht die Krone der Schöpfung, sondern nur ein gleichgültiges Produkt aus Mangel an Phantasie am Rande des Universums sei, zufällig entstanden und schlecht hergestellt: Der Mensch sei eher ein Ebenbild Luzifers und bilde sich nur ein, Ebenbild Gottes zu sein. Felipe spekuliert auch über ein „Nicht-Sein“ nach seinem Tod. Mit einem Spiegel und aus Bildern fängt Felipe Zeitgenossen Jesu ein, z. B. Pontius Pilatus, Maria, Joseph, lässt sie auftreten und diskutiert deren Aussagen über den Tod Jesu als Mensch oder Gott. Nach seinen kritischen Reflexionen diktiert er Guzmán schließlich das offizielle Glaubensbekenntnis als einzige gültige Wahrheit und erklärt ihm das Machtsystem: Offiziell dürfe es keine Glaubens- und Herrschaftszweifel geben. Er stütze sich auf eine Armee von skrupellosen, verkommenen Soldaten, die von ihm finanziell abhängig sind, und auf einen Stammbaum von Helden, wenn auch degenerierter kranker Adliger, als Legitimationsgrundlage seiner Herrschaft. Ähnlich äußert sich Felipe dem Maler Fray Julián gegenüber: Die Regierenden benutzten die Inquisition nicht aus Überzeugung, sondern zum Machterhalt: „[L]ass uns die Rebellen verbrennen, die sich im Namen einer Freiheit, von der sie unmöglich Gebrauch machen könnten, gegen unsere notwendige Macht erheben, aber nicht die Ketzer, die in der frommen Einsamkeit des Verstandes, ohne es zu wissen, die Einheit unserer Macht stärken, indem sie die vielfältigen Glaubensmöglichkeiten aufzeigen.“ Entsprechend dieser Position lässt er Michail ben Sama offiziell wegen Päderastie verbrennen, in Wirklichkeit aber, weil er der Liebhaber seiner Frau ist. Den Chronisten, der diese Affäre in einem Gedicht unwissentlich angesprochen hat, verbannt er auf die Galeere, „denn es [gebe] keinen gefährlicheren Feind der Ordnung als den Unschuldigen.“ (Kap. „Der Chronist“)
Guzmán rät dem König, die ketzerischen Passagen seines Testaments zu verbrennen, doch Felipe antwortet, auch wenn er, Guzmán, seine Zweifel der Inquisition melde, würde man ihm nicht glauben, zumal er den Text nur diktiert und nicht selbst geschrieben habe. Außerdem sei er der letzte in der Familienreihe. Guzmán versichert, er sei schon aus Gründen der Selbsterhaltung an einer Fortsetzung der Dynastie interessiert, und führt ihm die jungfräuliche Novizin Inés zum Schwängern zu. Felipe stürzt die sexuelle Beziehung in die Spannung aus „Himmel und Hölle“, Lust- und Schuldgefühle, aber Inés bleibt nicht bei ihm. Sie wolle weder Himmel noch Hölle, sondern nur die Erde und die gehöre nicht ihm (Kap. „Crepusculum“).

#### Drei Gestrandete
Zur gleichen Zeit werden drei Jünglinge mit einem Kreuzmal auf dem Rücken und zwölf Zehen an einen spanischen Strand gespült: „von der Flut, vom Leben, von der Geschichte angeschwemmt, die [sie] in der tiefsten Tiefe [ihrer] zersplitterten Erinnerungen mitbring[en]“, verlorene Söhne, „unbewusste Bringer der Wahrheit“, nichts Wissende, nichts Suchende, aus einer „anderen Welt […] die immer existiert hat, ohne von uns zu wissen, so wie wir nichts von ihr wussten […] geboren […] aus dem Leib der Wölfin […] eines Nachts beim Dickicht im Walde“ (Kap. „Das letzte Paar“). Die Königinnen Isabel und Johanna sowie Celestina nehmen sie auf. Im 2. und 3. Romanteil werden die Hintergründe und Zusammenhänge dieser rätselhaften Erscheinungen erklärt.

#### Isabel
Die Geschichte Isabels in Spanien beginnt nach dem Tod ihrer Eltern als Edelfräulein der Königin am Hof ihres Onkels, wo sie nach ihrer spielerischen Kindheit in England im strengen spanischen Hofzeremoniell erzogen wird. Der König vergewaltigt sie, und sie bringt in der abgelegenen Burg Tordesillas einen Jungen mit einem Kreuzmal und zwölf Zehen zur Welt. Er wird als das Kind eines Gauklers und einer Dienstmagd ausgegeben. Der in Isabel verliebte Thronfolger Felipe heiratet sie nach der Versöhnung mit seinem Vater, lebt aber durch seine jahrelangen Kriegszüge von ihr getrennt. Als Felipe bußbereit nach Spanien zurückkehrt, wünscht er sie sich als asketisch lebende königliche Jungfrau. Sie sehnt sich jedoch nach einem Leben mit Luxus und Liebe und hält sich nicht an seinen Befehl. Von Guzmáns Bauleuten lässt sie sich eine geheime, mit orientalischen Kostbarkeiten ausgestattete Luxushöhle mit einem maurischen Bad einrichten, in dem sie mit ihren Geliebten ihre sexuellen Wünsche auslebt (Kap. „Juan Agrippa“). Seit ihrer Pubertät hat sich in ihren Röcken eine ihr Jungfernhäutchen anknappernde „Teufelsmaus“ eingenistet. Von ihr übernimmt sie die spitzen, blutdürstigen Reißzähne als Zeichen ihrer vampirhaften Leidenschaft. Außerdem hat ihr die Zofe Azucena eine Alraune in Zwerggestalt als Gespielen besorgt. Der Mönch und Maler Julián hat Mitleid mit ihr und wird ihr Vertrauter und Beschützer. Sie verführt ihn. Um sich ihrer Dämonie zu entziehen und nicht noch einmal gegen sein Gelübdes zu verstoßen, versorgt er die Königin mit einer Reihe junger schöner Geliebter, die irgendwann alle auf rätselhafte Weise verschwinden oder ums Leben kommen. Die Affäre mit Michail ben Sama wird zufällig durch ein Gedicht des „Chronisten“ Miguel de Cervantes publik, und der König lässt den Liebhaber verbrennen. Jetzt holt sie den am Strand aufgelesenen Jüngling in ihr Luxusgemach. Er ist ihr Sohn. Sie nennt ihn Juan Agrippa (Kap. „Gefangener der Liebe“).
Guzmán unterstützt ihre geheimen Liebschaften mit der Absicht, dass Isabel mit ihm zusammen die Macht übernimmt. Doch als er ihr seinen Plan vorschlägt, weist sie ihn als Prinzgemahl ab und demütigt ihn durch den Vergleich mit ihrem jungen Liebhaber und Felipe, der für sie Garant der Herrschaft ist und sie, durch seine Konzentration auf sein Seelenheil, ihr Privatleben führen lässt, solange das Volk nichts davon erfährt (Kap. „Fax“). Aber sie fürchtet Guzmáns Rache und will Juan noch enger an sich binden. Sie lässt ihn in einen schwarzen Marmorspiegel blicken, in dem er sich in seiner Bindung an die Herrin sieht. Zugleich erwacht durch diese Spiegelung sein narzisstisches Ich-Gefühl und das Bewusstsein seiner Rolle in der Gefangenschaft. Er fragt sich „wer bin ich?“, verlässt mit „stählernem Blick“ und in „Hoffahrt“ die Königin (Kap. „Gallicinium“) und spielt von jetzt an die Rolle des legendären Don Juan, der in den Geliebten nur sich selbst spiegelt. In der Verkleidung Jesu mit der Dornenkrone verführt er Novizinnen, u. a. Inés, Nonnen und die Äbtissin.
Die Königin verwandelt sich nach dem Abschied des Liebhabers nachts in eine Fledermaus und holt aus dem Mausoleum Mumienteile, die sie, mit Bezug zum Osirismythos, zu einem neuen Geliebten zusammensetzt und durch Magie vergeblich zu beleben versucht.

#### Johanna
Ein Duplikat des ersten Jünglings, Tölpelprinz genannt, nimmt Königin Johanna, Felipes Mutter, in ihre Kutsche auf, als sie mit dem Sarg des einbalsamierten Körpers ihres Mannes, des „Hurenprinzen“ Felipe, begleitet von ihrem grotesken Hofstaat ziellos von Kloster zu Kloster irrt (Kap. „Wer bist du?“). Johanna kann den Leichnam nicht beisetzen lassen, denn jetzt im Tod hat sie ihn für sich allein und muss ihn nicht mehr mit anderen Frauen teilen. Ihr Monolog kreist um die Themen: immerwährende Reise in der Dunkelheit, Heimatlosigkeit, Irrweg, Vertauschung von Leben und Tod, Realität und Traum. Bei der Frage der Identität ist für sie die Subjektivität der Ausgangspunkt der Erkenntnis und Wahrnehmung, der andere sei nur als Beweis der eigenen Existenz von Bedeutung. Glaubt, „dass die Welt in euch selbst gipfelt“ dass ihr „Ausbund und Summe der Schöpfung seid“. Der aus dem Meer an den Strand gespülte Jüngling verkörpert dagegen die Verwandlung. Die Gesellschafterin der Königin, die Zwergin Barbarica, tauscht seine Kleidung mit der des toten Felipe, und die „Wahnsinnige“ sieht in ihm ihren wieder auferstandenen jugendlichen Mann und zugleich den Nachfolger ihres Sohnes Felipe auf dem Thron. Johanna kann nun ins Leben zurückkehren, und die Leiche mit den Kleidern des Gestrandeten wird zusammen mit den Särgen der Vorfahren Felipes im Mausoleum beigesetzt. Dafür stattet Johanna ihren Prinzen prächtig aus und verheiratet ihn mit Barbarica (Kap. „Nox intempesta“). Er soll als Verkörperung der „Allgemeinexistenz“, die den „armseligen Einzelexistenzen“ erst ihren Sinn gibt, die Herrscherlinie der Familie in die Vergangenheit bis zu den Ursprüngen der autoritären Gewaltherrschaft zurück entwickeln helfen, doch er funktioniert noch nicht in ihrem Sinne und lässt in seiner ersten Amtshandlung alle Gefangenen frei. Der Maler malt ihm ein neues Gesicht, er bekommt eine königliche Biographie und vergisst seine eigene Vergangenheit immer mehr. Die Dreiergruppe zieht ins von der Fledermaus-Isabel verwüstete Mausoleum ein. Dort sieht der „Tölpelprinz“ im Sarg Felipes seine eigene Hülle liegen, er steigt hinein und wird später von der Zwergin darin tot entdeckt.

#### Würde des Wagnisses
Nach dem Scheitern seines Plans der Machtübernahme wendet sich Guzmán wieder Felipe zu und versucht ihn aus seiner Isolation und seiner Stagnation zu befreien. Er arrangiert ein Treffen mit Inés‘ Vater Gonzalo de Ulloa, einem reichen zum Christentum konvertierten jüdischen Kaufmann und Spekulanten aus Sevilla. Dieser macht Felipe seine finanzielle Situation klar: durch den Bau von Escorial ist er verschuldet und durch seine Passivität fehlen neue Geldquellen. Die Menschen strebten nach einem Paradies auf Erden und seien nicht mehr mit der Aussicht auf ein Paradies nach dem Tod zufrieden. Es gebe nur „weltlichen Lohn für ein tätiges Leben“. Er bietet ihm einen Kredit gegen den Komturtitel und seine Tochter als Geliebte an. Zwei verschiedene Weltauffassungen treffen aufeinander: die durch eine Ahnenlinie legitimierte absolutistische und die leistungs- und geldorientierte Macht. Der „ererbten Würde“ setzt Gonzalo die „Würde des Wagnisses“ entgegen. Guzmán erklärt Felipe, dass den reichen städtischen Kaufmännern die Zukunft gehört und dass er sich aus seiner Festung befreien muss. Felipe widerspricht. Er habe durch seine Familiengeschichte den ererbten Überblick über Licht und Schatten des Lebens und das „Wissen um den Wahnsinn, das Böse, das Unausweichliche, das Unmögliche“. Neue Regenten müssten alles vom Nullpunkt an neu lernen und würden die gleichen Verbrechen begehen, nur „im Namen anderer Götter: des Geldes, der Gerechtigkeit, des Fortschritts, der menschlichen Gebrechlichkeit“ (Kap. „Das zweite Testament“). Diesen Gegensatz zwischen Stillstand und Bewegung diskutiert der Hofastronom Fray Toribio mit dem Maler Fray Julián am Beispiel des ptolemäischen und des kopernikanischen Weltbildes (Aurora). Julián vertritt in diesem Fall die kirchliche geozentrische Auffassung, während er in seinem Altarbild für Felipes Kapelle, das er als Werk eines Meisters aus Orvieto ausgibt, Jesus ohne Heiligenschein am Rand eines großen Platzes mit Volksszenen darstellt, ihm also die zentrale Position nimmt und ihn als Teil einer Vielfalt zeigt (Kap. „Blicke“). Bei der Feier zur Überführung der Ahnen Felipes kontrastiert das Bild mit dem erstarrten maroden Hofstaat, verstärkt noch durch das Eintreffen Celestinas mit dem blinden Flötenspieler Ludovico und dem „Wanderer“, der anschließend seine phantastische Geschichte von seiner Reise durch die neue Welt erzählt.

### Teil II „Die neue Welt“

#### Der Herr der Erinnerung
Der „Wanderer“ erzählt Felipe von seiner Reise in die neue Welt. Am Ende bekennt er, dass er alles nur geträumt haben könnte. Im 3. Romanteil wird dies bestätigt durch Variationen seines Traumerlebnisses. Die Geschichte knüpft an beim Schiffsbau des Seemanns Pedro (I. Kap. „Das Schiff“): Der „Wanderer“, der ohne Erinnerung von „überall her“ und „nirgendwo her“ kommt, und Pedro verlassen Spanien, das Abbild der Hölle, und suchen auf der Erdkugel im Westen ein neues Land, das wahre Abbild Gottes. Nach anfänglich ruhiger Seefahrt geraten sie in den Maelström-Strudel, der sie an einen paradiesischen Strand an der Küste Mexikos spült. Pedro wird von den Waldmenschen, die das Wort „Ich“ nicht kennen, und entsprechend keinen Privatbesitz haben, getötet, nachdem er ein Landstück eingezäunt und darauf eine Hütte gebaut hat. Dagegen halten sie den jungen blonden Gestrandeten für die Reinkarnation des Gottes Quetzalcoatl, der nach der Prophezeiung ihrer Mythologie als die Verkörperung der Schöpfung von Osten über das Meer in das Land zurückkehren wird, und verehren ihn. Damit beginnt für den „Wanderer“ eine labyrinthisch-traumartige Reise durch die Magie und Schöpfungsmythen des Landes. Er kann sich immer weniger an seine Vergangenheit erinnern, er weiß nicht, wer er ist und welche Rolle ihm die Menschen und sagenhaften Wesen der neuen Welt zuteilen. Er trifft auf Wald- und Bergmenschen, die ihn als Gott des Lichts verehren oder töten wollen. Häuptling der Waldmenschen ist ein alter Mann, der „Herr der Erinnerung“. Er erzählt die Schöpfungsgeschichte seiner Kultur: die Trennung der drei Götter des Lichts, der Nacht und der Erinnerung, die sich wieder vereinigen sollen, um die Polarität des Lebens und die Spaltung von Leben und Tod aufzulösen. Der „Wanderer“ schenkt dem Alten seinen Spiegel und dieser scheint vor Schreck an seinem Anblick, der im Kontrast steht zu seinem gefühlten Alter, zu sterben. Am Ende der Reise taucht er jedoch wieder auf. Durch den Tod des Herrn der Erinnerung gerät das Leben seines Volkes aus dem Gleichgewicht. Der Tauschhandel mit dem Bergvolk, Perlen gegen Nahrungsmittel, wird gestört und das Waldvolk tötet sich selbst. Dem „Wanderer“ wird bewusst, dass er durch sein Auftauchen als Gott und die Spiegelung den einfachen unreflektierten Lebensrhythmus der Menschen mit seinen täglichen und jahreszeitlichen Zyklen aus dem Gleichgewicht gebracht hat.

#### Die Herrin der Schmetterlinge
Der „Wanderer“ flieht durch den Urwald und wird durch einen Spinnenfaden zur „Herrin der Schmetterlinge“, einer Erd- und Fruchtbarkeitsgottheit mit tätowierten Lippen, wie Celestina, geführt, mit der er sich orgiastisch verbindet. Er hat nur fünf Tage der Erinnerung und darf an jedem Tag eine Frage nach seiner Rolle in dieser Welt und seiner Identität stellen. Auf seiner Wanderung begegnet er mythologischen Figuren und erlebt rätselhafte Dinge. Man wirft ihn in einen tiefen Brunnen, aus dem ihn eine Fontäne auf die Erde zurückschleudert, worauf er als Retter der Sonne gefeiert wird. Auf einer Pyramide der Hochebene trifft er die Erdgöttin in verwandelter Form wieder. Jetzt leitet sie als Priesterin eine religiöse Zeremonie, in der man gefangenen Frauen und Männern das Herz aus der Brust herausschneidet und es der Sonne als Opfer darbietet. Später wird er sie als Frau mit verschiedenen übereinanderliegenden Masken wieder sehen. Unter der untersten sieht er ein altes von Narben zerstörtes Gesicht, das zu Staub zerfällt. Die Priesterin bietet ihm ein Jahr mit allen Freuden des Lebens an, an dessen Ende er den Opfertod stirbt, um den Kreislauf des Lebens zu erhalten. Er lehnt ab und wandert auf der weiteren Suche nach der Antwort auf seine Fragen zu einem Vulkanberg, an dessen Hängen die Toten bestattet werden. Durch den Schlot des Vulkans stürzt er ins Totenreich mit Knochenbergen und wird gefangen genommen. Er befreit sich, indem er die Gebeine anzündet. Damit erweckt er zehn Männer und Frauen zum Leben.

#### Rauchender Spiegel
Die Männer und Frauen führen ihn nach oben und begleiten ihn zu einer prächtigen Stadt, in deren Palast er auf seinen mythologischen Doppelgänger und Gegner „Rauchender Spiegel“ trifft. Es ist Tezcatlipoca, der Gott der Nacht, des Krieges, der Feindschaft und der Zwietracht, der seinen Bruder getötet hat. Dieser wirft ihm vor, die Menschen könnten nicht ständig in der Freiheit und im Licht leben. Sie suchten die Polarität: sie würden das Licht anbeten, aber im Leben brauchten sie die nächtlichen dämonischen Träume, deshalb hätten sie sich für die Dunkelheit der Triebe und den Kampf entschieden und das Gleiche habe er, der „Wanderer“, mit der blühenden Naturgöttin erlebt. Er lässt ihn in seinen magischen Spiegel blicken und zeigt ihm darin die Zukunft: die blutige Eroberung und Ausbeutung Mexikos durch die Spanier. Der „Wanderer“ ersticht seinen Gegner und sieht sich im Spiegel als gealterter Mann. Am Ende der Geschichte taucht der totgeglaubte Alte, der „Herr der Erinnerungen“ wieder auf und erzählt noch einmal die Mythologie von den drei Göttern, die sich vereinigen müssten, um die Dualität zu überwinden, einen harmonischen Ausgleich des Lebens zu finden und den Gott der Nacht zu kontrollieren. Denn dieser würde immer wieder auftauchen und den Gott des Lichtes vertreiben. Entsprechend seinem Vorbild reist der „Wanderer“ mit einem Schlangenboot von Tlatelolco in einem Wasser-Staub-Wirbel in Richtung Osten nach Spanien zurück und erzählt Felipe seine Erlebnisse. Die Nachricht von den Schätzen der neuen Welt stößt auf unterschiedliche Reaktionen: unglaubwürdiges Märchen (Felipe), Quelle luxuriösen Lebens (Isabel), neue Rohstoffgebiete (Komtur von Calatrova), Eroberung neuer Länder, Erweiterung des Imperiums und neue Einnahmen für den König (Guzmán), Missionierung der Heiden (Bischof).

### Teil III „Die andere Welt“

#### Ludovico und Celestina
Der dritte Teil knüpft an das Kapitel „Die Stunde des Schweigens“ aus dem ersten Teil an. Celestina und Ludovico fliehen mit einem im Luxusgemach der Königin gefundenen Säugling mit einem Kreuzmal auf dem Rücken und zwölf Zehen in das Judenviertel von Toledo. Er ist der Sohn von Felipes Vater und Isabels. Zwei weitere Söhne desselben Vaters werden ebenfalls von Ludovico aufgenommen. Beide sind ebenfalls das Ergebnis von Vergewaltigungen: Celestinas Kind, der „Wanderer“, und das Kind einer Wölfin, der spätere „Tölpelprinz“. Während Ludovico für die Gelehrten der Synagoge El Tránsito alte Dokumente aus der Bibliothek Alexandriens ins Spanische übersetzt, reist Celestina in den Straßen Toledos durch die Welt der Phantasie und Legende und erfährt sich in der Sagenwelt als Wiedergeburten verschiedener Personen: Don Juan meint in ihr seine Mutter zu erkennen, Don Quijote eine Kupplerin und Hexe (Kap. „Ludovico und Celestina“ bis „Die Träumer und der Blinde“).
Den Namen Celestina tragen im Roman verschiedene Personen. Mit dem blinden Ludovico verbunden ist Celestina, die Verkörperung der freien Liebe. Ein alternatives Schicksal hat die als Page der Königin Johanna verkleidete Celestina: Ihr Vater versteckt sie vor König Felipe im Wald und flieht mit ihr nach Toledo. Später wird sie Trommler bei den Soldaten und Page bei Königin Johanna und bringt die Gestrandeten nach Escorial. Im letzten Romanteil taucht, zu den Aussagen Don Quijotes passend, „Mutter Celestina“ auf, eine alte Straßendirne, Kupplerin, Zauberin (Kap. „Der erste Tag“). Sie ist das gealterte, von Felipes Vater vergewaltigte und vom Leben gezeichnete Mädchen. Sie besucht Felipe in seinem Palast und kümmert sich um den Arrest des Tölpelprinzen und Juans.

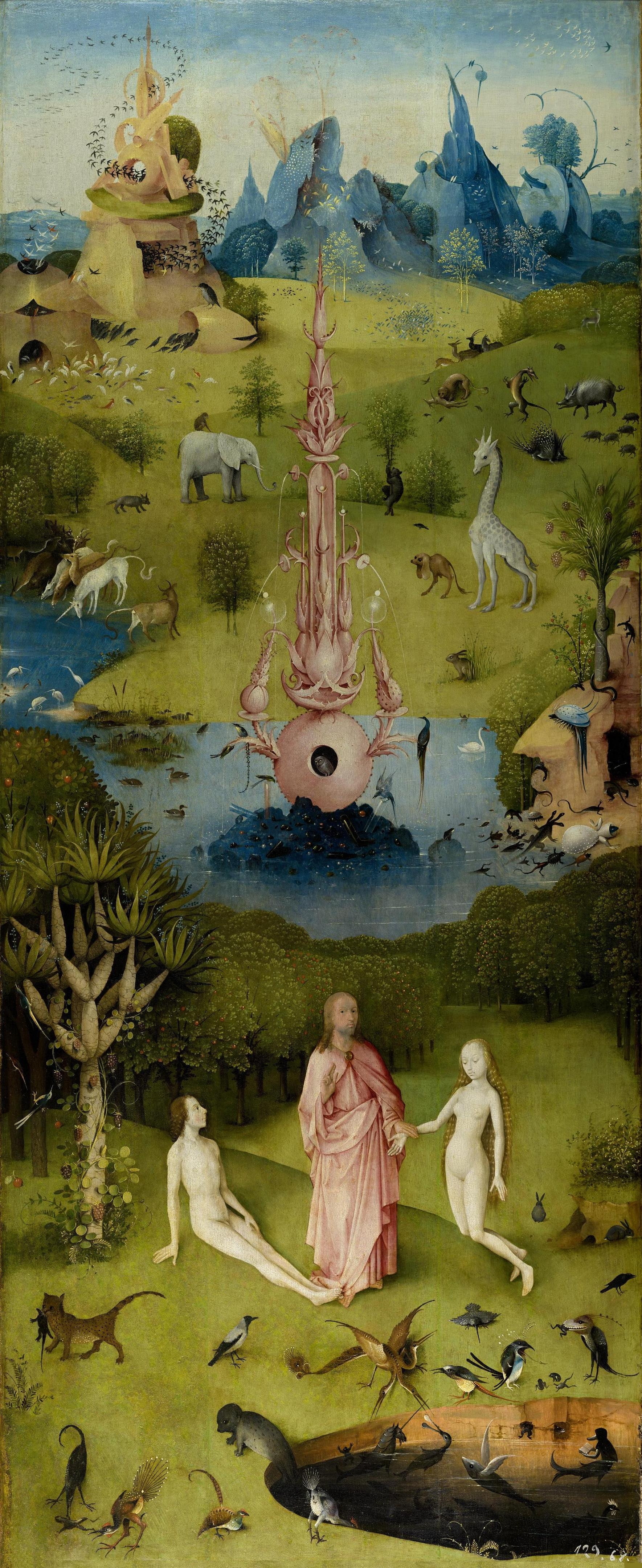
Linker Flügel von Boschs Triptychon: Das irdische Paradies

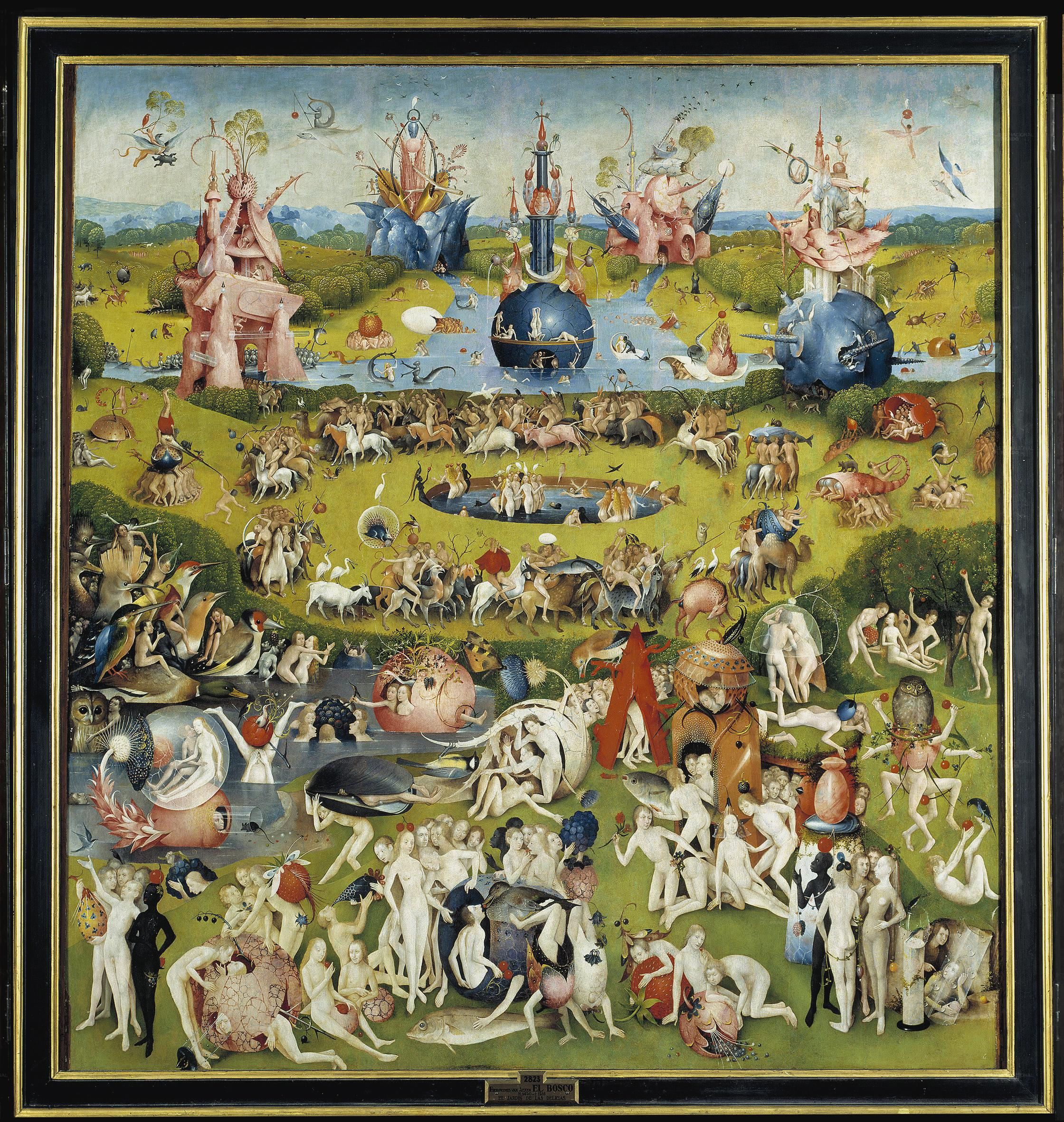
Mitteltafel: Der Garten der Lüste

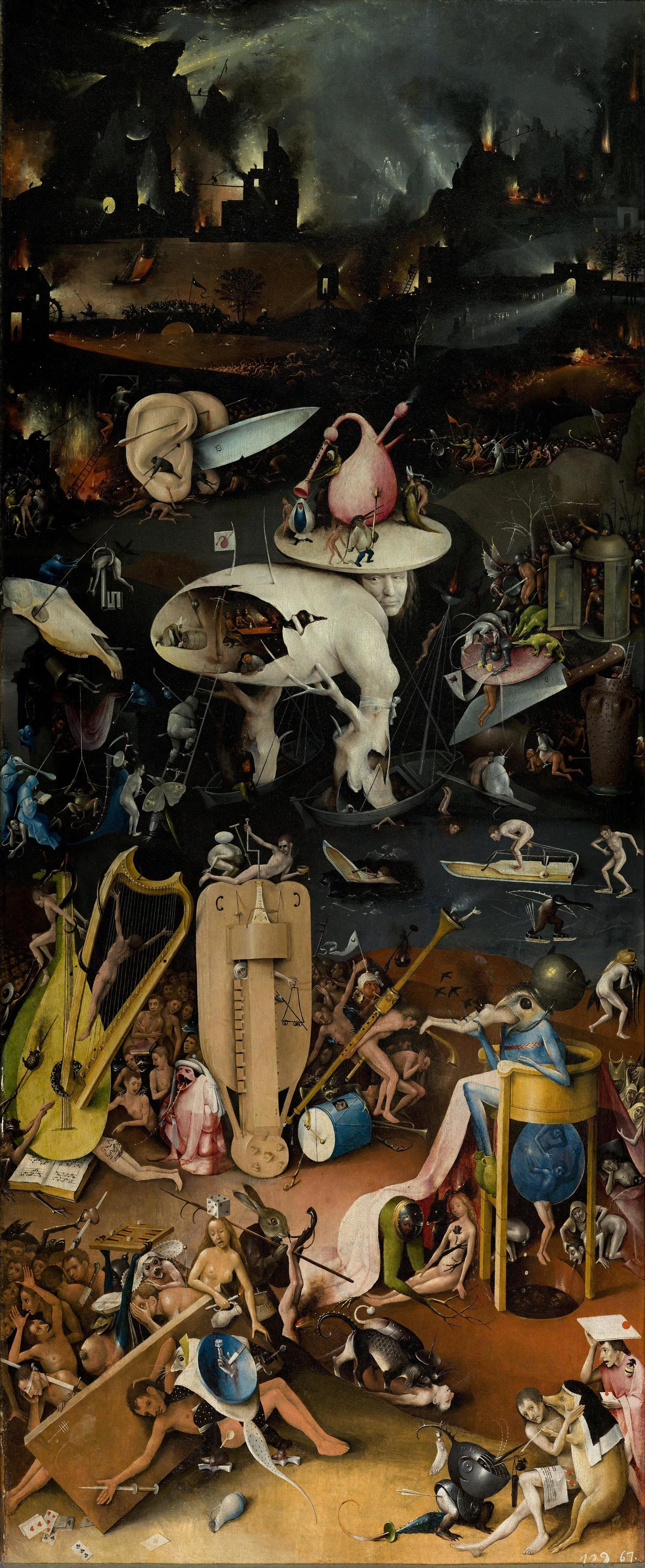
Rechter Flügel: Die Hölle

#### Reise in die Antike
Ludovico unternimmt eine Bildungsreise. In Toledo studiert er alte philosophische und theologische Texte, u. a. über die Erinnerung. Er unterhält sich mit Gelehrten über Dualität und Vollkommenheit, die Zahl Drei, die Wiedergeburt zur Ergänzung der Erfahrungen, weil verschiedene Leben erforderlich sind, um auf die Stufe der Weisheit zu gelangen. Um dies umzusetzen, reist er mit den drei Findelkindern nach Alexandria, lernt dort das Brudermord-Motiv in den trinitarischen Mysterien von Isis, Seth und Osiris kennen, zieht dann weiter zu einer Männersekte in einem Dorf in Palästina (Kap. „Bürger des Himmels“). Zehn Jahre führen sie dort ein einfaches Leben in Gütergemeinschaft, gemeinsamer Arbeit und Meditationen. Dann setzen sie ihre Reise nach Italien fort. In Spalato prophezeit ihnen ein Magier das dritte Zeitalter, am Strand finden sie drei Flaschen mit Pergamenten. Eine Zigeunerin warnt sie davor, die Flaschen zu öffnen, sonst würden sie Glück, Zufall oder Schicksal verlassen, aber die Jünglinge hören nicht auf sie. In Venedig zeigt ihnen der Humanist Valerio Camillo sein Theater der Erinnerung, in dem er alternative, nicht gemachte Erfahrungen als Erweiterung der Möglichkeiten des Lebens durchspielt. In einer wechselseitigen Traumkette wollen die Jünglinge durch die Potenzierung eines Traumes ihre Schicksale planen. Jeder werde tun, was die anderen wechselseitig von ihm träumen, ein Schicksal ohne Ende. Ludovico widerspricht: in einem einzigen Leben könne man nicht die Vollkommenheit erreichen, dazu bedürfe es vieler Leben. Er schlägt ihnen vor, sich in fünf Jahren am Strand von de los Desastres zu treffen, um die Rechnung mit Felipe zu begleichen und das Schicksal in der Geschichte und nicht im Traum zu erfüllen.

#### Der blinde Bettler
Ludovico verschließt seine Augen und zieht als blinder Bettler durch Europa. Einer der Jünglinge begleitet ihn, die beiden anderen Träumer werden in Särgen auf ihrem Karren transportiert: „Der Träumer hat ein zweites Leben: das Wachen. Der Blinde hat zweite Augen: die Erinnerung“ (Kap. „Die Träumer und der Blinde“). Sie begegnen wieder Don Quijote, der die Don Juan-Legende als seine Jugendgeschichte bezeichnet und sich der Vertauschung von Phantasie und Wirklichkeit bewusst ist. Begleitet werden die Europareisenden von einem Zug von gesellschaftlich Ausgegrenzten und Mitgliedern verschiedener Sekten, v. a. Adamiten. Angeführt werden sie von einem jungen Häresiarchen mit dem Kreuzmal, der Gleichheit und Freiheit von allen Zwängen predigt. Es gebe keine Sünde, jeder habe das Recht, seine Wünsche zu verwirklichen und sich alles zu nehmen, was man begehre. Ihr Ziel ist Paris, die Hauptstadt des dritten Zeitalters, in dem Denken und Lust eine Einheit bilden (Kap. „Der freie Geist“). Sie geraten in den Krieg Felipes in Brabant, werden verfolgt und viele von ihnen getötet. Ludovico rettet sich auf Pedros Schiff, das sie an die Küste Spaniens bringt. Er weckt die Träumer auf und wirft sie in die Wellen, die sie an den Strand spülen (Kap. „Cabo de los Desastres“). Hier werden sie von einem als Page verkleideten Mädchen empfangen.

#### Stillstand und Bewegung
Celestina und Ludovico treffen Felipe in seiner Gruft und diskutieren an sieben Tagen über ihre Jugendträume einer freien Welt und ihre erinnerten Erfahrungen. Felipe verteidigt seine Eremitage, die ihn beschützt vor den Bedrohungen der Welt: vor Ehrgeiz, Krieg, Kreuzzügen, unerlässlichen Verbrechen der Machthaber, den unrealisierbaren Träumen Pedros, Simóns, Celestinas und Ludovicos. Ludovico vertritt die Gegenposition der ständigen Bewegung und Erneuerung: das Wissen um die Abstammung des Menschen aus der Dämonie, die Hoffnung auf die Umsetzung der Vielfalt der Menschheitserfahrungen im Kampf zwischen Chaos und Vernunft in einer neuen Zeit (Kap. „Der sechste Tag“). Er appelliert an Felipe, die Vielfalt der Kulturen und religiösen Gruppierungen in Spanien zu akzeptieren, die Forderung der Städte nach Mitbestimmung anzuhören, und warnt ihn vor der Auflehnung der Unterdrückten. In seiner Kapelle entdeckt Felipe anstelle des alten Bildes, das Julian nach Mexiko mitgenommen hat, das Triptychon „Der Garten der Lüste“ von Hieronymus Bosch, in dem er seine Familie und die Figuren seiner Umgebung entdeckt. Entsetzt wirft er den Kopf des Malers, der ihm von Flandern geschickt worden ist, gegen das Bild (Kap. „Der siebte Tag“).

#### Aufstand
Guzmán hat die Unzufriedenen im Land aufgehetzt und sie stürmen Escorial. Jetzt kann er unter dem Vorwand, den König zu schützen, als Ordnungsmacht auftreten, den Aufstand niederschlagen und die rebellischen Bürger verfolgen. Felipe zieht sich im unvollendeten Escorial ganz auf seine religiösen Bußzeremonien zurück. Seine Ehe mit Isabel wird aufgelöst. Sie geht ins Exil nach England, wird dort zur Königin Elizabeth und rächt sich für ihre schwere Zeit im Escorial, indem sie mit Spanien erfolgreich um überseeische Kolonien konkurriert. Ludovico und Celestina dürfen das Land verlassen und schließen sich der Expedition nach Mexiko an, ebenso Juan und Ines. Beide wurden lange im Spiegelkabinett eingeschlossen und zu erschöpfenden Kopulationen verurteilt. Sie tauschten jedoch ihre Rollen mit zwei Bediensteten und befreiten sich. Juan kehrt später wieder nach Spanien zurück und stirbt wie in der Don-Juan-Legende nach der Verspottung des Comtur-Denkmals. Der „Tölpelprinz“ liegt mit Barbarica im Kloster Verdin, einem Pflegeheim. Den vom König begnadeten „Wanderer“ hetzt Guzmán mit seinen Jaghunden und Falken ins Meer. Sie zerfleischen ihm dabei einen Arm, und er ertrinkt. Celestina hat mit ihm, Ludovico und Simon vereinbart, sich 1999 in Paris zu treffen, wo sie ihn als den einarmigen Pollo Phoibee finden (Kap. „Der Aufstand“).

#### Conquista
Guzmán wird für seine Dienste für den König mit dem Auftrag belohnt, Mexiko zu erobern. Dabei bedient er sich für die Seefahrt Pedros Erfindung eines neuen Segelschifftypes und für seine Eroberung der vom „Wanderer“ mitgebrachten geträumten Landkarte. Die Ausrüstung wird mit den konfiszierten Gütern der unterlegenen Gegner finanziert. Die Besatzung besteht aus verarmten Unzufriedenen, von der sich der König befreien will. Der Mönch Julián schließt sich der Expedition an, um als Gegengewicht zu Guzmáns Gier in der neuen Welt die „Wiedereinsetzung des wahren Christentums“ zu versuchen (Kap. „Beichte eines Beichtigers“). Don Hernando de Guzmán berichtet Felipe über seine erfolgreiche Conquista in Mexiko, die Unterwerfung der Bevölkerung zu Arbeitssklaven und die wirtschaftliche Nutzung des Landes. Zum Beweis schickt er ihm Schmuckstücke aus Gold, das nach der aztekischen Mythologie Kot der Götter ist. Felipe lässt die Kiste als Opfergabe vor den Altar seiner Kapelle stellen, wo sie sich zu einer „Truhe voller Scheiße“ verwandelt (Kap. „Die Restaurierung“). Jahre später hat Guzmán seine Macht an die nachgereisten Söhne Adliger verloren und kehrt als Bettler nach Spanien zurück. Juliáns Missionierung ist von den neuen Machthabern für ihre Unterdrückung der Bevölkerung benutzt worden. Anstelle eines erneuerten Christentums in einer neuen Welt wurden die Herrschaftsstrukturen Spaniens nach Lateinamerika übertragen (Kap. „Requiem“).
Felipe lebt allein mit den Nonnen und der in einer Nische seiner Kapelle lebenden Mutter im verlassenen Schloss. Für seine Askese soll er vom Vatikan heiliggesprochen werden. Die spiritualisierte Johanna erscheint ihrem Sohn in einer Vorausschau auf die Zukunft als Königin Mariana (Kap. „Asche“) und Charlotte, Kaiserin von Mexiko (Kap. „Requiem“). Felipes Gruft wird zu einer Mumiensammlung. Der von Isabel aus Leichenteilen zusammengesetzte Körper sitzt als „Schemen aller seiner Vorfahren“ auf dem unterirdischen Thron und führt roboterhafte Bewegungen aus. Felipe ist dankbar, dass die königliche Mumie für ihn regiert und er sich seiner größten Aufgabe, dem Heil seiner Seele, zuwenden könne (Kap. „Corpus“).

#### Die Chronik von Kaiser Tiberius
Durch die Einfügung einer Schrift aus der Zeit des Tiberius wird der Absolutismus in Spanien in eine Linie gestellt mit dem Herrschaftssystem des römischen Kaiserreiches und seinen grotesken Deformationen. Felipe entdeckt das Dokument in Isabels ausgeräumten Zimmern in einer von Juan mitgebrachten grünen Flasche. Das von dem Chronisten Theodorus im letzten Regierungsjahr seines Herrschers beschriebene Pergament (Kap. „Manuskript eines Stoikers“) handeln vom geistigen und moralischen Verfall des sadistischen Tiberius in seiner Villa auf Capri. Der Sklave Clemens tritt als Agrippa Postumus auf, um dessen Tod zu rächen. Er wird gefasst und hingerichtet. Theodorus muss ihm auf Tiberius’ Befehl ein Kreuz auf den Rücken ritzen. Der Chronist hofft, dass Agrippa in dreifacher Gestalt wiederauferstehen wird, und dass jede seiner Reinkarnationen sich vervielfältigt, um die Zerstückelung der autoritären Herrschaftssysteme bis zur Individualisierung zu erreichen. Er wirft seine Schrift in einer versiegelten grünen Flasche ins Meer, und sie wird zusammen mit Juan an den Strand Cabo de los Desastres gespült.

#### Felipes Metamorphose
Felipe umgibt sich in der Gruft mit mumifizierten Leichen von Heiligen, die ihm von Rom als Reliquien geschenkt wurden. In dieser Umgebung verbringt er seine letzten Lebensjahre. Von Gicht und Eiterbeulen geplagt, wird er immer bewegungsunfähiger und lässt sich mit Kot, Eiter und Blut verschmutzt in seinen Sarg legen. Er fühlt sich von Schemen umgeben. Der von der Galeere zurückgekehrte Chronist Miguel de Cervantes überlässt ihm die Wahl, eine Gestalt aus einer Lebensphase anzunehmen, und er wählt seine Jugend. Während er die 33 Stufen der Treppe aus der Grabkapelle hinauf auf die Hochfläche emporsteigt, stellt ihm Miguel auf jeder Stufe eine Alternative zwischen Weltoffenheit und Vielfalt einerseits und Gefangenschaft in Dogmen, Hierarchien und Dominanzkämpfen andererseits vor. Auf der Ebene angekommen, ohne eine Entscheidung getroffen zu haben, steht er im Jahr 1999 im Tal der Gefallenen. Zum Wolf verwandelt findet er vor Jägern und ihren Hunden bei „dem Mann von den Bergen“ Zuflucht.

#### Mexiko
Im letzten Teil des Romans springt die Handlung in die Zukunft, in der sich Figuren und Handlungsfragmente (der Waldmenschen-Häuptling, die gealterte Erd-Muttergöttin mit den Resten ihres Schmetterlingsschmucks, Trauerzug, Trommeln usw.) aus verschiedenen Zeiten (Conquista, Kaiser Maximilian) und Ländern mischen (Kap. „Die Restaurierung“). In Mexiko kämpfen nach jahrhundertelangem Krieg und permanenter geistiger und körperlicher Unterjochung und Ausbeutung der Bevölkerung Guerillas gegen eine von den USA militärisch unterstützte Militärdiktatur. Gegen die Überbevölkerung werden auf aztekischer und christlicher Tradition Kampfspiele organisiert, in denen die Gefangenen in einer religiösen Zeremonie zur Erhaltung des Lebens geopfert werden. Der Erzähler ist ein Guerillero und hat, in einer Wiederholung eines zentralen Romanmotivs, seinen Bruder, den Chef der Militärjunta, ermordet.

### Zweiter Teil der Rahmenhandlung
Im letzten Romanabschnitt „Die letzte Stadt“ wohnt der Invalide, der frühere „Wanderer“, allein im Hotel du Pont Royal, wo vor der Entvölkerung lateinamerikanische Gäste logierten und sich mit einem Kartenspiel über die Verbrechen der süd- und mittelamerikanischen Diktatoren die Zeit vertrieben. In seinem Zimmer bewahrt er Souvenirs aus seinen Zeit- und Raumreisen sowie die Bücher des Chronisten und Juliáns auf. Am letzten Tag des Jahres bekommt er Besuch. Ludovico und Simon haben Celestina kurz vor Mitternacht zu ihm begleitet. Danach sterben sie, denn ihre Mission ist erfüllt. Celestina erinnert den „Wanderer“ an seinen Sturz in die Seine und die in den letzten sechseinhalb Monaten noch einmal erlebte Reise durch die alte und die neue Welt. Er ist der Sohn Felipes, der sich, im Gegensatz zu seinen narzisstischen und träumenden Halbbrüdern, dem Herrschaftssystem entzog und mit seinem Adoptivvater Ludovici auf Bildungsreisen ging. Celestina ist in verschiedenen Gestalten die Reinkarnation der Liebes- und Fruchtbarkeitsgöttin. Sie vereinigt sich mit Pollo Phoibee, dessen Name an den Sonnengott Phoibos Apollon erinnert und der in Mexiko als Quetzalcoatl begrüßt wurde, orgiastisch zu einem Körper. Aus dieser Verbindung wird ein Kind entstehen, mit dem ein neues Zeitalter und ein Menschengeschlecht „ohne Sünde, mit Lust“ beginnt. Es hat aufgehört zu schneien. „Am andern Tag erschien eine kalte Sonne“.

## Form
Die Romanhandlung ist nicht chronologisch aufgebaut und der Leser muss sich das Mosaikbild im Laufe der Lektüre selbst zusammenstellen. Nur der Escorial-Aufenthalt Felipes folgt im Allgemeinen dem zeitlichen Ablauf. Aber auch hier wird die komplexe Handlung immer wieder unterbrochen von einer Fülle miteinander verschachtelter Haupt- und Nebenhandlungen, Erzählungen einzelner Protagonisten, wie des „Wanderers“ Mexiko-Traum, eingeblendeten Rückblicken aus verschiedenen Perspektiven mit begrenztem Wissen der Sprecher (z. B. „El Senor beginnt sich zu erinnern“). Realistische Beschreibungen der Hirschjagd, der Falkenzucht oder eines Hieronymus Bosch-Gemäldes wechseln mit Traumhandlungen oder Reisen durch verschiedene historische Zeiten und Mythologien: Ägypten, Palästina zur Zeit von Pilatus und der Kreuzigung Jesu, das antike Italien und das aztekische Mexiko. Dabei vermischen sich alltägliche Vorgänge mit Metamorphosen, Träumen und Visionen. Die Handlungen, bzw. die Wahrnehmungen der Personen, nehmen immer wieder legendenhafte, surreale Züge an, wie die Verstümmelung der alten Señora durch Jagdhunde, ihr grotesker Leichenzug, ihre Einmauerung oder die Verwandlung Königin Isabels in eine Fledermaus und ihre Erschaffung eines Geliebten aus Mumienteilen. Personen spiegeln und verdoppeln sich, träumen sich ihre Wirklichkeit. Szenerien lösen sich auf und wechseln mit anderen oder werden rückblickend durch neue Informationen korrigiert. So tauchen die Jünglinge am Strand auf, wechseln ihre Persönlichkeit, träumen und wachen zum Leben auf. Dementsprechend stellen die Personen einander häufig die Frage nach der Identität „Wer bist du?“, v. a. die Zeitreisenden mit verschiedenen Namen verlieren ihre Erinnerungen und fragen: „Erinnerst du dich? Wir werden uns wieder treffen“. Verschiedene Fassungen der Geschichten stehen einander gegenüber. Die drei Jünglinge als Verkörperung verschiedener Archetypen und Celestina als Reinkarnation einer Natur- und Schöpfungsgöttin verschwinden immer wieder aus dem Geschehen und erscheinen wieder in einer anderen Zeit. In langen Bewusstseinsströmen und inneren Monologen (z. B. Felipes Schuldgefühle über die sexuelle Beziehung mit der Novizin Inés) wechseln die Sprecher. Beispiel einer Verschachtelung ist das Selbstgespräch des Gestrandeten (Kap. „Porträt des Prinzen“), dem der Hofmaler Julián die Geschichte eines vom Hof verbannten Dichters erzählt (Kap. „Der Chronist“), in die eingeblendet der Dichter seine letzten Erlebnisse in der Seeschlacht gegen die Türken schildert, die er als Flaschenpost ins Meer wirft. Im Laufe der Handlung wird offenbart, dass die Geschichte von König Felipe und seiner Familie vom Mönch und Maler Julian und dem Chronisten Miguel de Cervantes vorgetragen wird (Kap. „Wachsseele“). Viele Aussagen der einzelnen Figuren werden von Julian durch die Berufung auf die Beichten der Protagonisten in Frage gestellt. Niemand wisse mehr als er, z. B. über die Eltern Juans. In den einzelnen Personen könnten, wie Ludovico sagt, im Geist verschiedene Wesen verborgen sein, warum sollten sie nicht auch in der Materie zu mehreren Menschen werden. Der Chronist solle dankbar sein für die Ungereimtheiten. Jeder Mensch habe das Recht, ein Geheimnis mit ins Grab zu nehmen, jeder Erzähler behalte sich die Möglichkeit vor, nicht alle Geheimnisse aufzuklären: „Es gibt so viele Dinge, die ich selbst nicht verstehe. Was enthielten die drei Flaschen? Ich weiß es auch nicht“ (Kap. „Beichte eines Beichtigers“).
Solche Spiele mit der Erzählform, der Identität der Personen mit Spiegelungen, Verdoppelungen, Verwandlungen sowie der Autorenschaft sind Merkmale der „novela de lenguaje“ und des Postmodernen Romans, ebenso die intertextuellen Bezüge und die Einarbeitung literarischer Texte wie Miguel de Cervantes „Don Quijote“ und von Motiven aus Legenden (Don Juan) oder Archetypen (Brudermord, Geschwisterehe).

## Historie und Fiktion
In der Romanhandlung agieren meistens fiktive Personen, einige sind mit Anspielungen auf historische Persönlichkeiten, Ereignisse und Orte charakterisiert, andere tragen Namen von neutestamentlichen (Pilatus, Jesus von Nazaret) mythologischen (ägyptische und aztekische Gottheiten), literarischen (Don Juan, Don Quijote) Figuren oder von Künstlern (Bosch, Cervantes), treten jedoch in erfundenen Zusammenhängen auf.
Die Romanfiguren der Königsfamilie haben ähnliche Biographien und, in surrealistischer Verzerrung, Eigenschaften wie die Mitglieder der spanischen Königsfamilie um Philipp II.:
- Philipp I. (der Schöne) und Johanna (Kastilien) (Johanna die Wahnsinnige). Der Leichenzug führte 1506 nach Granada.
- Philipp II., der Erbauer von Escorial (ab 1563) in der Sierra de Guadarrama, Krieg in Brabant und die Schlacht bei Saint-Quentin (1557), Gicht und körperlicher Zerfall, Unterlippe, sein Konflikt mit seinem Sohn Don Carlos.
- Alonso Pérez de Guzmán el Bueno y Zúñiga, Herzog von Medina-Sidonia, war Staatssekretär Philipps II. und Befehlshaber der spanischen Armada im Kampf gegen England.
- Elisabeth I. (Elizabeth Tudor), Königin von England
- Weitere historische Personen sind Tiberius, Agrippa Postumus, Clemens, Königin Maria Anna von Österreich (Mariana), Kaiser Maximilian vom Mexiko und seine Frau Charlotte.
- Handlungsorte in der Sierra de Guadarrama: Kloster-Schloss Escorial und Francos Gefallenendenkmal im Tal der Gefallenen

Die Protagonisten stehen zueinander in anderen Beziehungen als die der historischen Personen: Aus Philipps II. Großeltern (Philipp der Schöne und Johanna die Wahnsinnige) werden Felipes Eltern, aus Philipps II. Sohn Carlos wird Felipes Phase als Jugendlicher. Felipes Romanfrau ist die Engländerin Isabel, die als Elizabeth englische Königin wird. Philipp II. war dagegen nicht mit Elisabeth Tudor, sondern von 1554 bis 1558 mit Maria Tudor verheiratet. Zwar war nach deren Tod eine Vermählung mit Elizabeth geplant, diese kam aber nicht zustande. Im Roman werden die Entdeckung Mittelamerikas und die Conquista auf Felipes Regentschaft zusammengefasst: Vorlage für die Traumreise des „Wanderers“ über den Atlantik im zweiten Romanteil ist Kolumbus‘ Fahrt 1492.
Mexiko wurde, eingeleitet durch die spanischen Expeditionen unter Francisco Hernández de Córdoba und Juan de Grijalva, 1517 und 1518, während der Regierungszeit Karls I., des Vaters Philipps II., von Hernán Cortés erobert und 1523 zur Provinz „Neuspanien“ erklärt.

## Rezeption
„Terra nostra“ wurde von der Literaturkritik überwiegend als das ehrgeizigste Werk Fuentes’ gewürdigt und mit mehreren Preisen ausgezeichnet: 1975 mit dem Premio Xavier Villaurrutia, 1977 mit dem Premio Rómulo Gallegos, zwei der höchsten Auszeichnungen der hispanischen Literatur. 1987 erhielt der Autor den Cervantes-Preis, den renommiertesten spanischsprachigen Literaturpreis.
Viele Rezensenten bezeichnen Fuentes als bedeutendsten mexikanischen Schriftsteller des 20. Jhs. und loben seinen kosmopolitischen Dialog zwischen der europäisch-spanischen und der mexikanischen Kultur mit der Kritik an absolutistischen Herrschaftsformen. Am Ende des Romans habe Fuentes seine Vorhersage eines weiteren Zusammenbruchs der westlichen Welt umgesetzt. Die anonyme fleischliche Demonstration der Liebe entferne alles Ego von der Welt, kehre den Fortschritt der menschlichen Evolution um in einen ursprünglichen Zustand. „Terra Nostra“ schließe in einem Moment des hoffnungsvollen Nihilismus, was darauf hindeute, dass das Erreichen einer Utopie oder eines Paradieses gleichbedeutend sei mit dem Opfer von Geschichte und Individualität.
Robert Coover untersucht vor allem die Konstruktion des Romans: „Terra nostra“ sei einmal wegen seiner Opulenz, des Mangels an individuellen Charakteren, der doktrinären Hingabe und seignorialen Hybris, parallel zur mühsamen Konstruktion des Escorial, Felipes Nekropole, weitgehend eine mehr von Pflicht als von Liebe geprägte Arbeit. Vermutlich sei der engagierte und gewissenhafte Schriftsteller von seiner eigenenMetaphorik überholt und gefangen genommen worden. Von seinen frühesten Geschichten an habe Fuentes immer nach lehrreichen allumfassenden Übersichten gesucht, vor allem nach historischen und mythischen Übersichten. Er sei ebenso ein Hegelianer und Jungianer, ganz zu schweigen als Marxist ein Reiniger des Tempels, der ein für allemal erklären will, was es bedeutet, Mexikaner zu sein. Er sei immer bereit gewesen, jedes Risiko einzugehen. So scheinen ihm in „Terra nostra“ selbst Momente lebendiger Handlung zu bloßen Vehikeln für ausgedehnte rhetorische Monologe und Dialoge zu werden, so dass die Handlung, obwohl in ihrer Konzeption ausgefeilt, statisch und bildhaft im Erzählen wird, also genau das Gegenteil dieses freien, offenen Flusses, den das Buch angeblich zelebriere. Der Mittelteil, die Geschichte des jungen Pilgers, sei eine Art Mischung aus Gilgamesch- und Percival-Geschichten mit den exotischen Bildern aztekischer Mythologien, obwohl alle Charaktere darin mit denen der Alten Welt austauschbar zu sein scheinen. Deute das alles darauf hin, dass „Terra Nostra“ ein großartiger Misserfolg ist? So weit geht Coover nicht. Fuentes Konzeption sei wirklich groß, seine Wahrnehmungen oft einzigartig, seine Energie überzeugend und der Erfindungsreichtum und die Kühnheit einiger seiner narrativen Manöver atemberaubend: die animierten Gemälde, die sprechenden Spiegel, die Zeitmaschinen und metamorphosierenden Mumien, die Verschmelzung von Geschichte, Mythos und Fiktion, die Variationen über Themen und Träume, die verwebenden reichen, gewalttätigen, schönen, grotesken, mysteriösen, sogar magischen Bilder.
Hans-Jürgen Heise fokussiert in seiner Rezension die weltanschauliche Aussage des Romans. „Terra nostra“ sei kein Werk der Aufklärung‚ sondern eines der Mystifikation. Der Autor gehe von der indianisch-präcolumbianischen Sentenz aus „Die wahre Geschichte ist kreisförmig und ewig“ und übertrage ein solches mythologisches Geschichtsverständnis auf Europa. Wie die Maya und die Azteken, die glaubten, dass das Sein sich rasch erschöpfe und die Erde mit immer neuen Blutopfern erfrischt werden müsse, so durchziehe den Roman die Vorstellung von der Kraftlosigkeit alles Lebendigen. Dementsprechend seien die blutleeren Romanfiguren keine Gestalter der Welt, sondern personale Leerformen, Schemen überzeitlicher Kräfte, die sich ihres Körpers und ihrer Seele bemächtigen und sie zu Automaten machen. Der Autor habe keine komplexen Menschen, sondern papierne Monstren geschaffen. Dies symbolisierend, laufe Johannas Prozession rückwärtsgewandt gegen die Zeit. Die Historie sei das Abbild irrealen Nichtseins, eine Fata Morgana.
Heise kritisiert, Carlos Fuentes habe keinen Roman geschrieben, sondern eine ausladende Allegorie und einen bildungsbeladenen Essay, der dann und wann epische Gestalt annehme. Das ehrgeizige Werk versuche zudem, sämtliche Erfahrungen der experimentellen westlichen Literatur in sich aufzunehmen und Proust, Joyce, Faulkner, Dos Passos, Musil und den „Nouveau Roman“ zu übertrumpfen. In kompositorischer Hinsicht gehöre „Terra nostra“ der Gattung der „novela de lenguaje“ an, des mit der Sprache herumlaborierenden avantgardistischen Romans. Fuentes sei ein Eklektiker, der, statt zu erzählen, verschiedene historische und mythologische Materialien verarbeite und nicht selten mit seiner Gelehrsamkeit prunke.